# David Clark Company
David Clark Company, Inc. es una compañía americana, conocida (especialmente a nivel popular) por sus auriculares atenuadores de ruido con micrófono saliente, con una forma de semielipsoide o también semiesfera de color gris, usados frecuentemente por los pilotos de aviones y helicópteros, aunque sus logros más importantes son el traje anti-G y el traje espacial presurizado.

## Historia

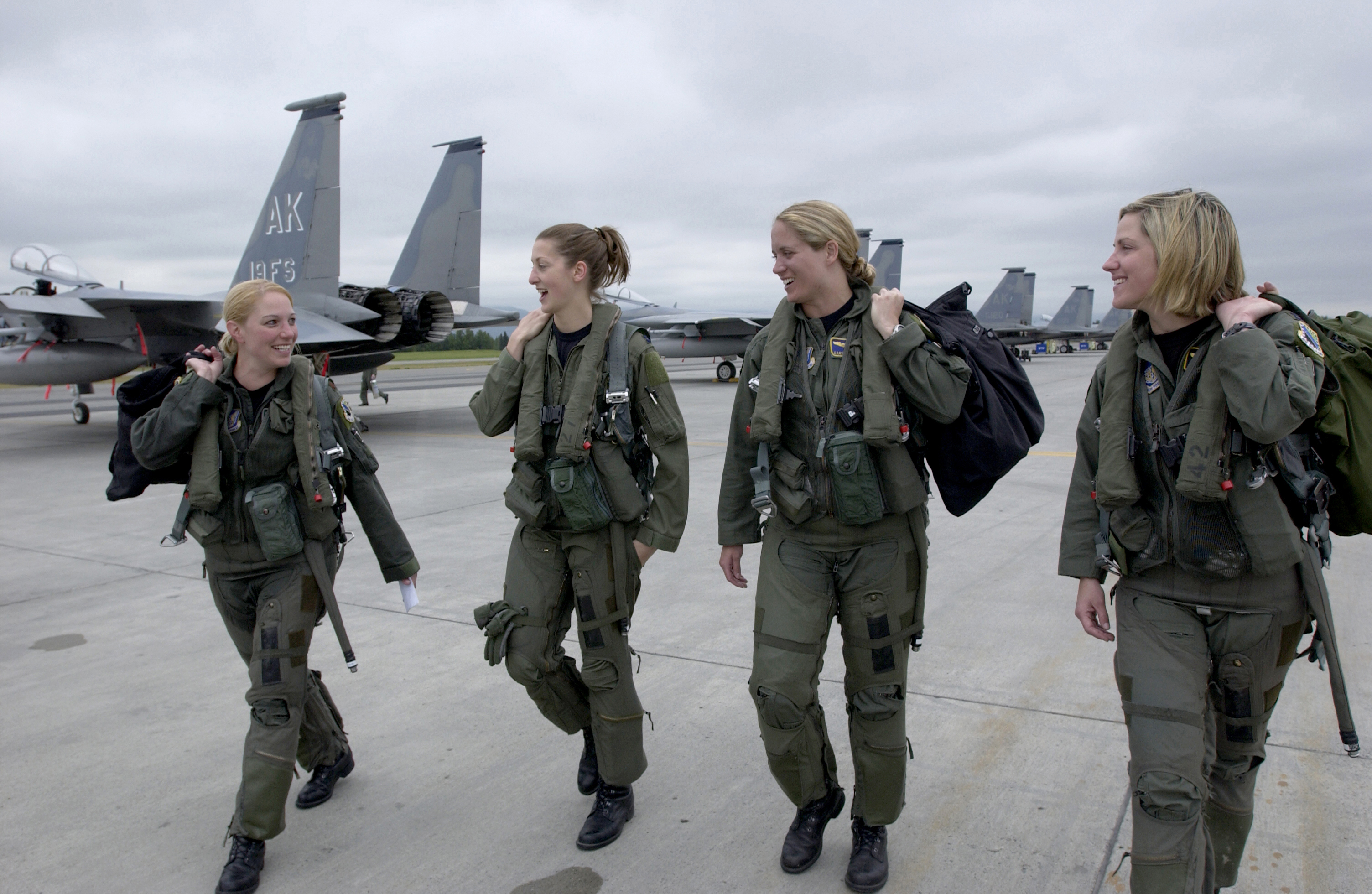
Pilotos de la base Elmendorf con traje de antigravedad

Ubicada en Worcester, Massachusetts, la compañía fue fundada en 1935 por David M. Clark. Comenzó en el negocio textil con el desarrollo de materiales de punto únicos para prendas interiores especializadas y con el tiempo evolucionó para hacer productos relacionados con la industria, especialmente la industria aeroespacial.
David Clark Company (DCC) se encuentra en un edificio de cuatro pisos que contiene aproximadamente 215,000 pies cuadrados (20,000 m 2 ) de área de trabajo. DCC diseña y fabrica una amplia variedad de equipos de protección aeroespacial e industrial, que incluyen sistemas de trajes de presión-espacio, trajes anti-G, su famoso auricular atenuador de ruido y varios productos médicos de seguridad. DCC ha estado involucrado en el diseño y la fabricación de equipos de protección de la tripulación del espacio aéreo desde 1941, comenzando con el diseño y desarrollo de los primeros trajes y válvulas estándar anti-G utilizados por los pilotos de combate aliados durante la Segunda Guerra Mundial

## Trajes anti-G
David Clark trabajó estrechamente con el laboratorio de Earl Wood en la Clínica Mayo al desarrollar el primer traje anti-G. El objetivo era evitar el apagón visual durante las fuerzas de alta G experimentadas durante las maniobras de bombardeo en picado. Con los principios fisiológicos del apagón durante altas fuerzas G resueltas por Wood y sus colegas, el traje de presión simple activado por g que utiliza vejigas de aire, fabricado por primera vez en 1943 y mejorado en 1944, representando una ventaja significativa para las fuerzas aliadas.
DCC ha diseñado y fabricado trajes de presión / espacio. Desarrolló trajes de presión parcial para el avión de investigación impulsado por cohetes Bell X-1 de la NASA en la década de 1940, y trajes de presión total para los aviones de investigación D558-2 y X-15 de América del Norte en la década de 1950. El diseño del traje X-15 de DCC se convirtió en la base de todos sus trajes de presión completa posteriores, incluidos los trajes espaciales usados por los astronautas para las primeras actividades extravehiculares de EE. UU. (EVA) realizadas durante el Proyecto Gemini de la NASA

## Trajes de presión

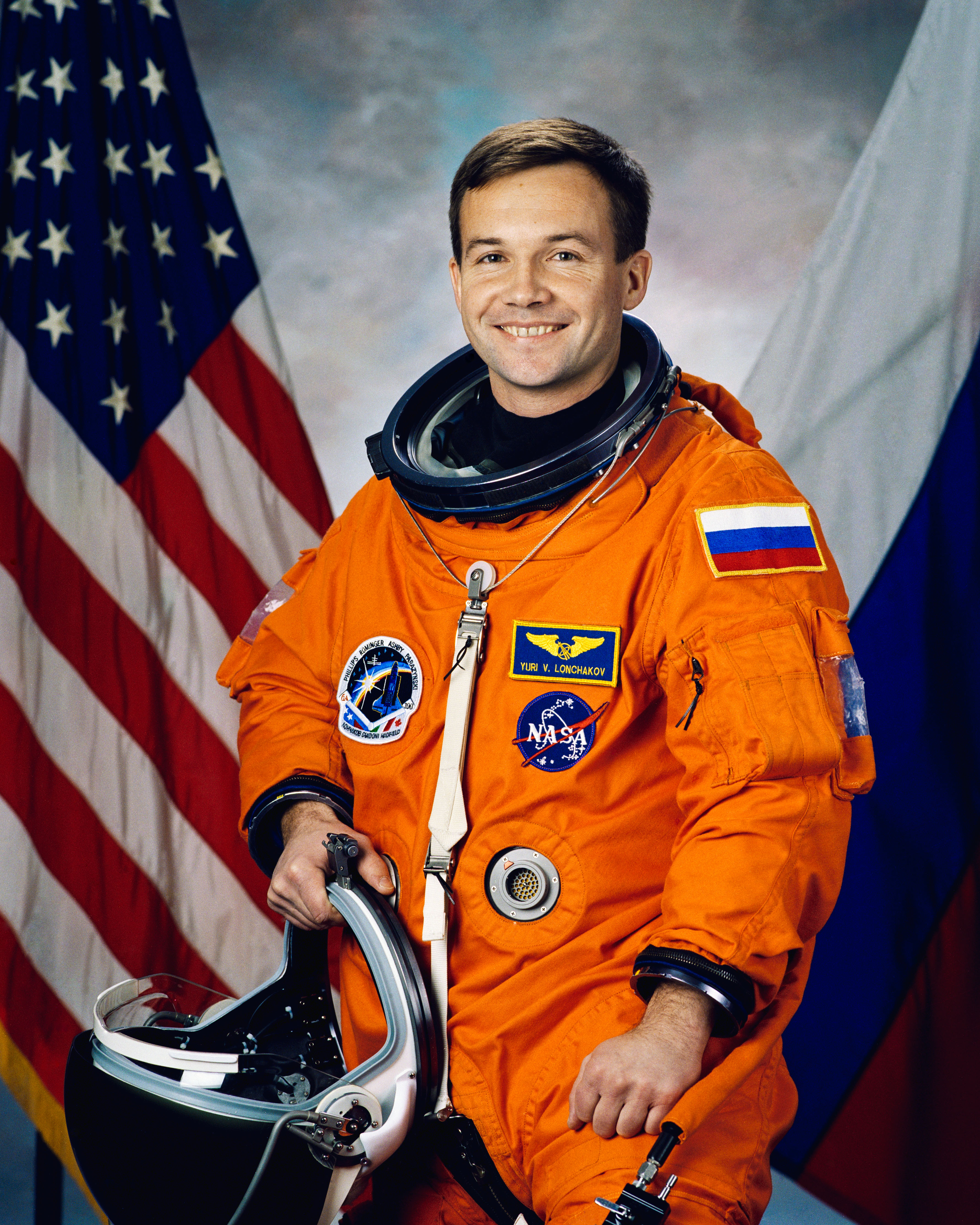
El astronauta Yuri Lonchakov vistiendo un traje ACES.

De importancia clave fue el reconocimiento de Wood y su colega de que la pérdida de conciencia inducida por la gravedad (GLOC) se debió a la pérdida relativa de presión arterial que empujaba la sangre hacia la cabeza en lugar de una pérdida de retorno venoso. Desde 1946, los esfuerzos continuos de investigación y desarrollo de DCC, patrocinados en gran parte por el Departamento de Defensa para apoyar sus programas de aeronaves de gran altitud (Lockheed U-2 y SR-71), dieron como resultado el desarrollo de una nueva generación de presión en la década de 1980 traje. El resultado fue el ensamblaje de protección del piloto S1034 (PPA). El S1034 PPA se ha convertido en el traje de presión estándar de la USAF y el  DoD, sirviendo como base para el Traje de Escape S1035 (ACES), adoptado por el programa del Transbordador espacial, que reemplazó DCC (presión parcial) S1032 (Launch Entry Suit, LES). Tanto el S1034 PPA como el S1035 ACES continúan siendo utilizados por la USAF y la NASA.
Durante la década de 1990, DCC realizó actividades de diseño y desarrollo de ingeniería para el programa ATAGS (Advanced Technology Anti-G Suit) de la USAF. Esto incluyó el diseño y análisis de diseños avanzados de chalecos ATAGS / Combat Edge para F-22 Raptor.
DCC diseñó y desarrolló el Tactical Flyer's Ensemble (United States Patent 7,076,808). También ha llevado a cabo investigaciones para desarrollar la próxima generación de sistemas avanzados del traje espacial presurizado que serán necesarios para satisfacer los requisitos emergentes de exploración espacial tripulada. Esto incluyó el desarrollo del S1035-X ("D-suit") a fines de la década de 1990 y el seguimiento de la movilidad mejorada del traje ACES en 2005.
En 2008, DCC, junto con su filial, Aire-Lock, Inc. de Milford, Connecticut, participó, asociada con la empresa Oceaneering Space Systems (Houston, Texas), en el desarrollo del Traje Espacial (CSSS) usado en el programa Constelación.
En 2010 diseñó, desarrolló y fabricó el traje de presión utilizado en el proyecto Red Bull Stratos, con el que Felix Baumgartner batió el récord de caída libre desde un globo a gran altura el 14 de octubre de 2012.